# Traité de Pavie (1329)
Ne doit pas être confondu avec Traité de Pavie (1617).

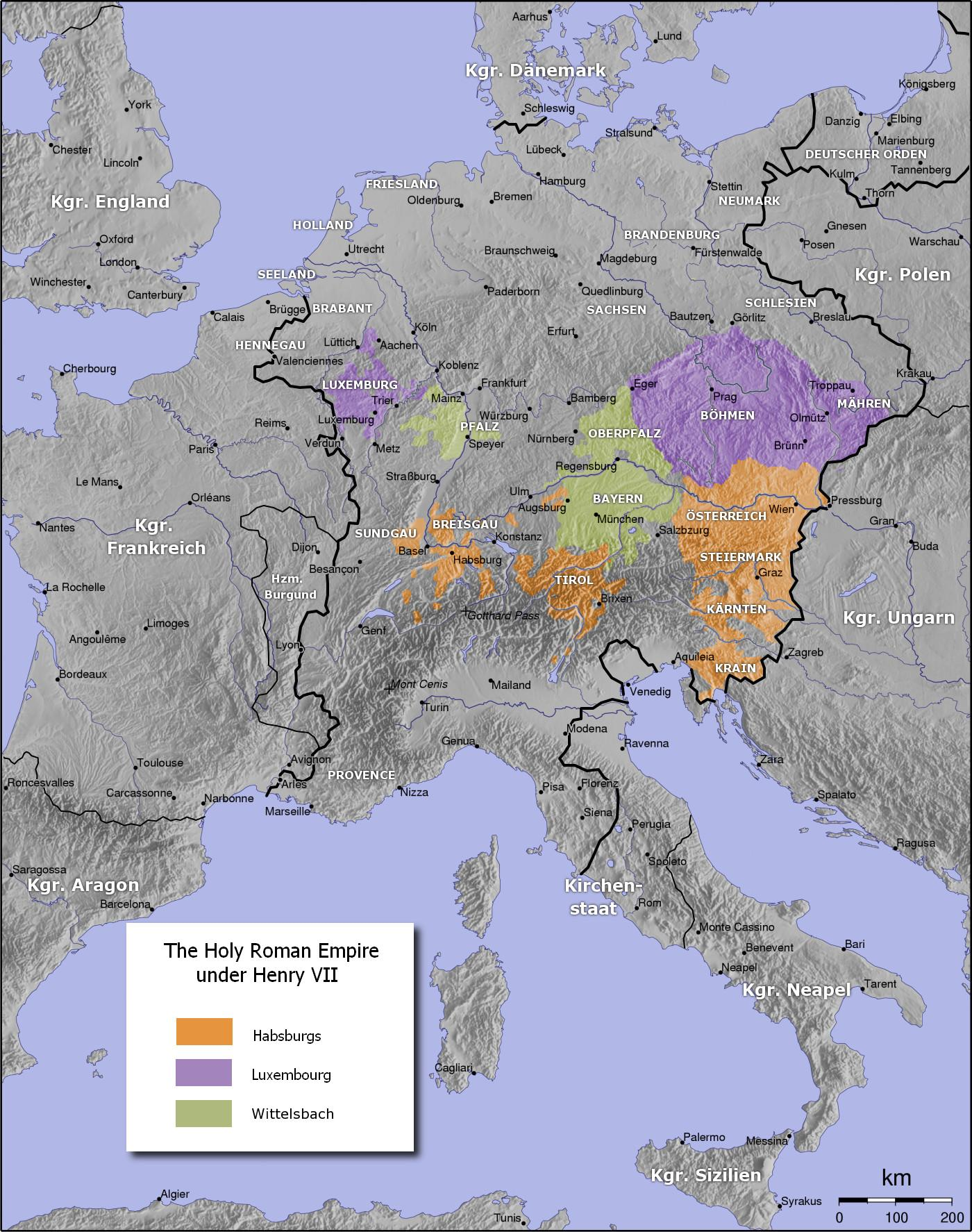
Le Saint-Empire romain germanique avec le Palatinat et le Palatinat du Rhin avec "Bayern" (le reste de la Bavière)
Maison de Wittelsbach

Le traité de Pavie est un acte juridique de 1329 qui divise la maison de Wittelsbach en deux branches : celle de l'empereur du Saint-Empire romain germanique Louis IV et celle de son frère le duc Rodolphe Ier.

## Contenu de l'acte
Durant son séjour en Italie, l'empereur Louis IV accorde le Palatinat du Rhin, dont le Nordgau bavarois, aux descendants de son frère ainé le duc Rodolphe Ier, à savoir Rodolphe II, Robert Ier et Robert II. L'empereur garde pour lui la Haute-Bavière (Oberbayern) et héritera quelques années plus tard en 1340 de la Basse-Bavière.
De plus, l'acte précise que si l'une des branches devait s'éteindre, l'autre branche hériterait alors de l'ensemble de ses possessions. C'est ainsi les descendants de Rodolphe Ier récupéreront les possessions du dernier descendant de l'empereur Louis IV à sa mort en 1777.
Enfin, le traité précise que les droits électoraux alterneront d'une branche à une autre. Mais cette disposition est cassée dès 1356 à travers la Bulle d'or qui entérine la pleine conservation de ce droit par la branche palatine (celle du roi Rodolphe Ier).